# Oxycoleus brasiliensis
Oxycoleus brasiliensis là một loài bọ cánh cứng trong họ Cerambycidae.